# Vụ bạo lực học đường tại Thành phố Hồ Chí Minh tháng 5 năm 2022
Vụ bạo lực học đường tại Thành phố Hồ Chí Minh tháng 5 năm 2022 là một vụ bạo lực học đường giữa các học sinh Trường Quốc tế Thành phố Hồ Chí Minh - Học viện Mỹ cuối tháng 5 năm 2022 trên địa bàn Thành phố Hồ Chí Minh. Vụ việc bắt nguồn từ những tố cáo trên mạng xã hội của nữ ca sĩ Trần Hà Thủy (biệt danh Thủy Bi) cho rằng con gái mình bị bạn cùng trường bắt nạt và những video lan truyền cho thấy thái độ "cợt nhả" của nữ sinh bị cáo buộc hành hung bạn. Sự việc gây nên một làn sóng tranh cãi và quan tâm lớn trong xã hội, tác động đến nhiều cá nhân và tổ chức trong cộng đồng, thu hút sự chú ý của truyền thông nội địa và những người trong lĩnh vực giải trí.
Từ một vụ bạo lực học đường đơn thuần, dưới sự tác động của mạng xã hội và hiệu ứng truyền thông, vụ việc nhanh chóng vượt ra khỏi tầm kiểm soát, biến thành bạo lực trên mạng khi nữ sinh bị cáo buộc hành hung bạn và gia đình của cô trở thành nạn nhân bị công kích tập thể. Trường Đại học Quốc tế, Đại học Quốc gia Thành phố Hồ Chí Minh cũng vô tình bị kéo vào vụ việc. Sau khi Bộ Giáo dục và Đào tạo tham gia chỉ đạo bằng văn bản, Ủy ban nhân dân Thành phố Hồ Chí Minh đã phối hợp các ban ngành có liên quan trực tiếp chỉ đạo xử lý vụ việc, nhà trường có học sinh tham gia bạo lực học đường đã có hình thức xử lý với cá nhân có liên quan và ổn định tâm lý học sinh, phụ huynh. Cơ quan công an Thành phố Hồ Chí Minh cũng tham gia xử lý những cá nhân phát tán nội dung sai sự thật về vụ việc trên mạng xã hội.

## Diễn biến
Ngày 26 tháng 5 năm 2022, nữ ca sĩ Trần Hà Thủy (biệt danh Thủy Bi) lên Facebook cá nhân tố cáo việc con bà, người đang theo học tại Trường Quốc tế Thành phố Hồ Chí Minh - Học viện Mỹ bị một bạn nữ học cùng trường bạo hành. Theo lời kể của Thủy Bi, trước đó con gái bà và bạn học từng có xích mích trong chuyến đi dã ngoại ở Hồ Tràm, sau đó cô gái kia vì thù hận chuyện cũ nên đã đánh con gái bà trước sự chứng kiến của thầy cô trong trường và trong khuôn viên nhà trường, thứ mà bà mô tả là "giáo viên nhìn thấy nhưng không can ngăn". Cũng theo lời bà, cô gái kia có ý định lôi con bà ra ngoài trường để phối hợp với một số nam sinh có hung khí khác đánh tiếp. Một số học sinh khác đến can ngăn cũng bị bạn học sinh nữ kia đánh trầy xước, bị thương. Con bà cũng bị sang chấn tâm lý. Tuy nhiên, phụ huynh những học sinh bị đánh lại được nhà trường mời ra ngoài, "từ chối làm việc" và hứa hẹn sẽ cho số điện thoại của phụ huynh bạn nữ kia để hai bên gia đình tự giải quyết với lý do "việc xảy ra bên ngoài trường". Bà còn yêu cầu gặp bé gái đã đánh con mình nhưng không được phía nhà trường cho phép. Bà Thủy sau đó cho biết sẽ cho con nghỉ học tại trường. Trong một diễn biến khác, nữ sinh được cho là đã tham gia hành hung bạn được cho là có thái độ "cợt nhả" khi người thân đến đón, khi một video clip được chia sẻ rộng rãi trên mạng xã hội khiến cộng đồng mạng bất bình.
Ngày 27 tháng 5 năm 2022, Hiệu trưởng Trường Quốc tế Thành phố Hồ Chí Minh - Học viện Mỹ Nathan Swenson xác nhận vụ việc xảy ra sau giờ học bên ngoài khuôn viên trường. Theo ông, một trợ giảng bán thời gian của trường ngay khi phát hiện học sinh xô xát đã vào trường gọi người hỗ trợ. Ông Swenson sau đó đã có mặt và đưa học sinh quay trở lại trường. Khi phát hiện một số học sinh bị thương, ông đưa các em đến phòng y tế trường để kiểm tra. Y tá xác định học sinh bị trầy xước nhẹ nên đã để các em ra về. Trong thông báo gửi Sở Giáo dục và Đào tạo Thành phố Hồ Chí Minh, ông Swenson nhấn mạnh "do sự việc mới vừa xảy ra, nhà trường không có đủ thông tin nên chưa thể đưa ra quyết định xử lý ngay đối với học sinh hay sự việc. Trường đã giải thích việc này với phụ huynh, tuy nhiên, một số phụ huynh không đồng ý, và đã có những hành động và thái độ không phù hợp, không hợp tác với nhà trường". Qua hệ thống camera giám sát và trao đổi với các học sinh, đại diện nhà trường cho biết khởi đầu của vụ việc là các em học sinh trêu ghẹo lẫn nhau, dẫn đến căng thẳng và có xô xát. Đại diện nhà trường nhận một phần trách nhiệm vì đã để vụ việc xảy ra. Các bằng chứng về vụ xô xát sau đó được nhà trường gửi về Sở Giáo dục và Đào tạo Thành phố Hồ Chí Minh.

## Phản ứng và hệ quả

### Hiệu ứng truyền thông
Vụ bạo lực tại Trường Quốc tế Thành phố Hồ Chí Minh - Học viện Mỹ đã gây nên một hiệu ứng tranh cãi lớn trên mạng xã hội. Một số ca sĩ, nghệ sĩ như Ngọc Thanh Tâm và Dương Triệu Vũ cũng lên tiếng đồng cảm về vụ việc và chia sẻ việc bản thân từng bị bắt nạt trong quá khứ. Livestream của ca sĩ Thủy Bi, mẹ của nữ sinh được cho là nạn nhân đã nhận được hơn 100.000 người xem cùng một lúc. Facebook cá nhân của bà cũng đạt hơn 700 nghìn người theo dõi. Tần suất tìm kiếm thông tin liên quan đến vụ việc luôn ở mức cao. Các bài viết, hình ảnh, video và những câu chuyện chưa được kiểm chứng xung quanh vụ việc khi đăng tải trên mạng xã hội đều nhận được sự quan tâm lớn. Nhiều trang mạng xã hội lợi dụng sự việc để "câu tương tác" nhằm mục đích kinh doanh. Nữ sinh được cho là đánh bạn cũng bị cộng đồng mạng truy tìm thông tin cá nhân, ảnh chụp với mục đích công kích, nhục mạ. Trang Facebook kinh doanh của gia đình nữ sinh này cũng bị cộng đồng mạng đánh sập. Trường Quốc tế Thành phố Hồ Chí Minh - Học viện Mỹ sau vụ việc đã nhận về hàng loạt đánh giá 1 sao từ cộng đồng mạng trên nền tảng Google. Trường Đại học Quốc tế, Đại học Quốc gia Thành phố Hồ Chí Minh cũng bị liên lụy từ vụ việc khi cộng đồng mạng nhầm lẫn với ngôi trường xảy ra vụ bạo lực học đường, khi cư dân mạng tràn vào đánh giá 1 sao và để lại nhiều bình luận tiêu cực, xúc phạm ngôi trường này.
Video ca sĩ Thủy Bi livestream đối chất với nhân viên trường sau vụ việc đã trở nên "viral" trên mạng xã hội. Sự phổ biến của các video livestream của ca sĩ này vô tình khiến cho một số hashtag như #penthouse, #penthousevietnam, #penthousephienbanviet, #cuocchienthuongluu bất ngờ trở nên viral trên mạng xã hội TikTok và Facebook. Nhiều người so sánh vụ việc với bộ phim truyền hình Cuộc chiến thượng lưu của Hàn Quốc rồi phân chia các cá nhân trong vụ việc thành các phe "chính diện" và "phản diện". Những bộ phim về đề tài bạo lực học đường cũng "gây sốt" trở lại trên mạng. Trên TikTok, một số hashtag khác như #bạolựchọcđường, #đánhnhau, #đánhbạn, #trườngquốctế cũng trở nên phổ biến và được dư luận quan tâm. Về ca sĩ Thủy Bi, cộng đồng mạng đặt cho bà những biệt danh như "chiến thần livestream", "bà hoàng phát trực tiếp", "người mẹ livestream đòi công lý" để bày tỏ sự ủng hộ với hành động của bà.

### Chính quyền Việt Nam
Ngày 29 tháng 5 năm 2022, Bộ Giáo dục và Đào tạo ban hành công văn số 2217/BGDĐT-GDCTHSSV yêu cầu Ủy ban nhân dân Thành phố Hồ Chí Minh chỉ đạo xử lý vụ việc bạo lực trong học đường trên địa bàn. Đến ngày 30 tháng 5, Phó Chủ tịch Ủy ban nhân dân Thành phố Hồ Chí Minh Dương Anh Đức có văn bản yêu cầu Sở Giáo dục và Đào tạo thành phố và Ủy ban nhân dân thành phố Thủ Đức nhanh chóng xác minh và xử lý vụ việc "trên tinh thần đảm bảo an toàn và ổn định tâm lý học sinh, giáo viên, phụ huynh". Ngày 31 tháng 5, Ủy ban Nhân dân Thành phố Hồ Chí Minh có văn bản báo cáo sự việc về Bộ Giáo dục và Đào tạo.
Phòng Giáo dục và Đào tạo thành phố Thủ Đức sau khi nắm được vụ việc đã liên hệ công an phường An Phú để tìm hiểu sự việc và phối hợp giải quyết với cơ quan này. Trưởng phòng Giáo dục và Đào tạo thành phố Thủ Đức Nguyễn Thái Vĩnh Nguyên cho biết quan điểm của Phòng là "nếu học sinh có vi phạm thì sẽ xử lý theo đúng quy định. Nếu nhà trường chưa xử lý tốt về các quy định đối với sự an toàn của học sinh trong môi trường học đường, chưa có ứng xử phù hợp với phụ huynh thì Phòng cũng sẽ có khiển trách theo đúng điều lệ trường".
Tại buổi họp báo ngày 2 tháng 6 năm 2022, lãnh đạo Sở Giáo dục và đào tạo Thành phố Hồ Chí Minh cho biết cơ quan này đã đề nghị công an Thành phố Hồ Chí Minh can thiệp xử lý những thông tin "không chính thống", "trái chiều" về vụ việc trên mạng xã hội khi chưa có kết luận của cơ quan chức năng, đồng thời vào cuộc đối với những hành vi đe dọa, khủng bố tinh thần các cá nhân, tập thể có liên quan.

### Trường Quốc tế Thành phố Hồ Chí Minh
Trong thông cáo báo chí ngày 31 tháng 5 năm 2022, đại diện Trường Quốc tế Thành phố Hồ Chí Minh - Học viện Mỹ cho biết thông qua các bằng chứng được ghi lại bằng camera, điện thoại và nhiều thông tin liên quan, nhà trường khẳng định "những thông tin đang được chia sẻ và lan truyền rộng rãi trên mạng xã hội là khác với sự thật", nhưng cũng từ chối thông tin chi tiết cụ thể về sự việc với lý do "bảo vệ những em liên quan". Trong thông cáo, nhà trường kêu gọi "những ai đang đăng tải hoặc tiếp tay cho việc lan truyền những thông tin liên quan đến vụ việc này hãy dừng lại vì hành động này ảnh hưởng vô cùng tiêu cực đến các học sinh".
Trong hai ngày 30 và 31 tháng 5, trường tiến hành liên hệ với gia đình tất cả các em học sinh để thăm hỏi sức khỏe các em và tổ chức cuộc họp với các phụ huynh, đồng thời lên kế hoạch xử lý 5 em tham gia vào vụ xô xát, trong đó 2 em thực hiện kế hoạch học tập tại nhà trong 3 ngày và thực hiện kế hoạch tái hòa nhập, 1 em thực hiện kế hoạch học tập tại nhà trong 1 ngày và thực hiện kế hoạch tái hòa nhập, 2 em thực hiện kế hoạch tái hòa nhập. Ngày 7 tháng 6 năm 2022, Trường Quốc tế Thành phố Hồ Chí Minh - Học viện Mỹ ra thông cáo khẳng định "tiến độ giải quyết vụ việc đã đạt những kết quả tích cực phục vụ cho kết luận cuối cùng", đồng thời hy vọng "điều này sẽ giúp tất cả các bên liên quan an tâm và khép lại sự việc ở đây". Cũng theo đại diện nhà trường, các học sinh tham gia vào vụ việc hầu hết đã quay trở lại học tập.

## Nhận định
Trả lời phỏng vấn báo VietnamPlus, đại biểu quốc hội Nguyễn Thị Việt Nga thuộc đoàn đại biểu tỉnh Hải Dương, Ủy viên Ủy ban văn hóa, giáo dục, thanh niên, thiếu niên và nhi đồng của Quốc hội, cho rằng bạo lực học đường "không phải là vấn đề mới", nhưng vụ việc ở Trường Quốc tế Thành phố Hồ Chí Minh - Học viện Mỹ "khiến dư luận có vẻ hơi sững sờ vì diễn ra trong môi trường mà mọi người thường nghĩ rằng không xảy ra, đó là một trường quốc tế khá nổi tiếng". Theo đó, có nhiều nguyên nhân gây ra bạo lực học đường, trong số đó bao gồm tác động của đại dịch COVID-19; sự thiếu quan tâm, giáo dục của phụ huynh, thiếu kĩ năng sống của học sinh; tác động của mạng xã hội, các video, hình ảnh bạo lực trên mạng. Đại biểu này thừa nhận muốn kiểm soát vấn nạn này, cần "đẩy mạnh truyền thông, kiểm soát tốt hơn nữa các nội dung đăng tải trên mạng xã hội và đặc biệt là cần sự phối hợp chặt chẽ giữa gia đình và nhà trường trong việc quan tâm, chăm sóc, giáo dục con em của mình", cũng như "rà soát và kiểm soát một cách chặt chẽ hơn" Luật An ninh mạng. Đại biểu quốc hội Hà Ánh Phượng thuộc đoàn Phú Thọ bày tỏ sự lo ngại trước vấn nạn bạo lực học đường, đi kèm với đó là vấn nạn bắt nạt trên không gian mạng. Tiến sĩ Tâm lý Đào Lê Hòa An nhận định bạo lực học đường gây "ảnh hưởng rất lớn đến trẻ cả thế chất lẫn tinh thần và hứng thú học tập của trẻ [...] Mục tiêu cuối cùng đạt được trong câu chuyện bạo lực học đường là giáo dục được nhân cách, cách hành xử, ứng xử của học sinh, chứ không phải là câu chuyện phủi bỏ trách nhiệm hay ai thắng ai thua. Cách ứng xử nhân văn của nhà trường và phụ huynh mới là cách giáo dục tốt nhất trong trường hợp này, để nó trở thành khuôn mẫu hành vi ứng xử cho học sinh noi theo trong những trường hợp sau".
Chuyên gia giáo dục Bùi Khánh Nguyên cho rằng việc "coi bạo lực học đường chỉ là chuyện xích mích của trẻ con, người lớn không cần can thiệp" là không phù hợp, thay vào đó, "bạo lực học đường cần được giải quyết theo cách thức khoa học và nhân ái vì lợi ích của tất cả đứa trẻ liên quan" và cần có sự can thiệp bắt buộc của gia đình và nhà trường. Đánh giá về vấn nạn bạo lực trên mạng hình thành do hệ quả của vụ bắt nạt ở Trường Quốc tế Thành phố Hồ Chí Minh - Học viện Mỹ, vị này khẳng định: "Với tất cả vụ việc liên quan đến trẻ em, phát tán hình ảnh và thông tin cá nhân của các em trên môi trường mạng là việc làm sai trái, vô trách nhiệm". Đồng quan điểm, thạc sĩ Nguyễn Hồ Thụy Anh, giảng viên Trường John Robert Powers tại Việt Nam, mọi người cần có trách nhiệm và cẩn trọng khi đưa những hình ảnh của con em mình lên mạng xã hội khi "điều đó chẳng khác nào việc các nạn nhân bị bắt nạt thêm một lần nữa". Thạc sĩ tâm lý Phương Hoài Nga cũng có ý kiến tương tự khi nhận định việc bảo vệ con trẻ bằng cách tấn công người khác trên mạng "dù bằng lời nói, thư tín, qua mạng hay tác động vật lý trực tiếp và dù lý do chính đáng thế nào [...] đều là bạo lực". BBC Tiếng Việt dẫn lời bà Trần Thu Hà, cựu biên tập viên báo Hoa Học Trò cho biết việc cộng đồng mạng cổ xúy việc "chửi bới, thóa mạ người khác" của ca sĩ Thủy Bi trên mạng xã hội là "không đúng", "không văn minh". Nhận định về công văn chỉ đạo xử lý vụ việc của Bộ Giáo dục và Đào tạo, bà này cho biết nó không cần thiết, có tính chất "hùa vào" thay vì đơn giản hơn là giải quyết mọi chuyện theo cách ôn hòa.